# Years & Years
Years & Years – solowy projekt brytyjskiego piosenkarza Olly'ego Alexandra. Oryginalnie brytyjski zespół muzyczny tworzący muzykę elektroniczną, założony w 2010 w Londynie. Do grupy w latach 2010-2021 należeli Mikey Goldsworthy i Emre Türkmen. Muzyka zespołu została opisana jako mieszanka R&B, electropopu i elementów house'u z lat 90.

## Historia zespołu

### 2010–2014: Początki działania zespołu
Zespół został założony w 2010 przez Mikeya Goldsworthy’a i Noela Leemana, do którego w niedługim czasie dołączyli Emre Türkmen, Olly Alexander oraz Olivier Subria. W lipcu 2012, pod szyldem wytwórni Good Bait, wydali swój debiutancki singiel „I Wish I Knew”.
W 2013 skład opuścili Subria i Leeman. Z kolei Alexander, Goldsworthy i Türkmen niedługo później podpisali kontrakt płytowy z francuską wytwórnią Kitsuné, a we wrześniu zaprezentowali singiel „Traps”.

### 2014–2016:Communion
W lutym 2014 wydali utwór „Real”, do którego zrealizowali teledysk z gościnnym udziałem Bena Whishawa i Nathana Stewarta-Jarretta. W tym samym roku podpisali kontrakt płytowy z Polydor Records, pod szyldem której wydali swój czwarty singiel, „Take Shelter”, z którym dotarli na pierwsze miejsce iTunes UK Singles Electronic Chart. W listopadzie premierę miał ich singiel „Desire”.
W styczniu 2015 zdobyli prestiżową nagrodę BBC Sound of 2015. W tym samym roku byli nominowani również do nagrody Critics’ Choice podczas gali Brit Awards 2015. 1 marca wydali singiel „King”, który stał się numerem jeden na UK Singles Chart. Ich debiutancki album studyjny, zatytułowany Communion, ukazał się 10 lipca 2015 i zadebiutował na pierwszym miejscu UK Albums Chart. Pozostałymi singlami z płyty były: „Eyes Shut”,  „Desire” (nagrany z gościnnym udziałem Tove Lo) i „Worship”.
W styczniu 2016 byli nominowani do Brit Awards w kategoriach: „Najlepszy brytyjski zespół”, „Najlepszy debiutant”, „Najlepszy singiel” i „Najlepsze wideo artystyczne” (w dwóch ostatnich za singiel „King”). 13 września wydali utwór „Meteorite”, który znalazł się na ścieżce dźwiękowej do filmu Bridget Jones 3.

### 2016-2021:Palo Santo
Pod koniec 2016 rozpoczęli pracę nad materiałem na drugi album studyjny. 7 marca 2018 zaprezentowali pierwszy singiel z nadchodzącej płyty, „Sanctify”. 10 maja wydali drugi singiel, „If You’re Over Me”, a jakiś czas później – dwa kolejne: „Palo Santo” i „All for You”. 6 lipca premierę miał ich drugi album studyjny, zatytułowany Palo Santo. 28 listopada Jax Jones wydał utwór "Play", z gościnnym udziałem zespołu.

### Od 2021: Solowy projekt
18 marca 2021 zespół wydał oświadczenie, że najbliższy album będzie już solowym projektem Olly'ego Alexandra, pod nazwą dotychczas istniejącego zespołu. Mikey Goldsworthy pozostał współpracownikiem Alexandra, ale jedynie jako muzyk koncertujący. Wspomniany, trzeci album ukazał się 21 stycznia 2022 pod nazwą Night Call.

## Członkowie
Obecni członkowie
- Olly Alexander – śpiew, keyboard, syntezatory, pianino (od 2010)

Byli członkowie
- Mikey Goldsworthy – syntezatory, keyboard, gitara basowa (2010-2021)
- Emre Türkmen – syntezatory, keyboard, beat, samplery, sekwencery, laptop, gitara (2010-2021)
- Noel Leeman – syntezatory, keyboard (2010–2013)
- Olivier Subria – perkusja (2010–2013)

Muzycy koncertowi
- Dylan Bell – perkusja (2014-2018)
- Paris Jeffree – perkusja (od 2018)
- Phebe Edwards – wokal wspierający (od 2018)
- Joell Fender – wokal wspierający (od 2018)
- Mikey Goldsworthy – syntezatory, keyboard, gitara basowa (od 2021)

## Dyskografia

### Albumy studyjne
- 2015: Communion
- 2018: Palo Santo
- 2022: Night Call